# Vazaha (etnička grupa)
Malgaški Francuzi ili Vazaha, jedna od malgaških etničkih manjina, broje 123 000 pripadnika (0,6 % stanovnika države). Vazaha na malgaškom jeziku znači stranac, i to ime se zapravo rabilo za sve europske bijele doseljenike na otok. Oni su brojem mala, ali i danas vrlo utjecajna zajednica na Madagaskaru. Velika većina rođena je na otoku, a potječu od bivših francuskih kolona koji su se naselili na otoku tijekom 19. i 20. stoljeća. Uz materinski francuski govore i malgaškim makrojezikom, i to brojnim inačicama ovisno o kraju u kojem žive. Pretežno ispovijedaju katoličanstvo.

## Povijest
Francuzi su u nekoliko navrata pokušali kolonizirati Madagaskar, ali te prve kolonije nisu dugo opstale. Prvu stabilnu dugotrajnu koloniju uspjeli su osnovati 1840. godine na sjeverozapadu otoka, kad su nakon dugotrajnih pregovora sa Sakalavama uspjeli dobiti protektorat. Nakon dvaju ratova Francuzi su do 1894. uspjeli proširiti svoju vlast na cijeli otok, tako da je godine 1896. Madagaskar proglašen francuskom kolonijom. Nakon toga doselili su se mnogi koloni iz metropole, uglavnom kao službenici kolonijalne uprave i kao poljoprivrednici. Stvarnu gospodarsku i političku moć u zemlji zadržali su prvi francuski doseljenici, vlasnici velikih plantaža. Velika promjena dogodila se 1914. godine kad su kolonijalne vlasti dopustile da u malgaškom parlamentu budu i predstavnici autohtonih naroda, unatoč mnogo buke i negodovanja među francuskim kolonima. Francuska se u to doba suočavala s brojnim gospodarskim teškoćama, uzrokovanih vanjskim i unutarnjim razlozima. Nakon službenog ukidanja ropstva 1896. francuski plantažeri htjeli su ih zamijeniti jeftinom radnom snagom iz Kine i Indije, ali nisu uspjeli u svojim namjerama tako da je njihov broj ostao zanemariv. Istodobno rađali su se i radnički pokreti, koji su zahtijevali bolje uvjete rada kako među Malgašima tako i među francuskim kolonima. Njihovi zahtjevi postali su potpuno oprječni, osobito nakon 1926. godine kad su francuski radnici dobili prava koja je jamčila država. Malgašima je umjesto toga dat program prisilnog rada na velikim javnim radovima, tzv. SMOTIG (tako je izgrađena pruga Fianarantsoa-Côte Est).
Veliko razočarenje i težak udarac francuskim kolonima predstavljala je klima. Nekoliko katastrofalnih uragana uništilo je usjeve, tako da su se mnogi mali farmeri našli pred bankrotom. U doba velike gospodarske krize 1930-ih godina, kolonijalna uprava preferirala je proizvodnju kave kao proizvoda koji se najlakše može prodati. Do 1932. europski farmeri osnovali su 21 poljoprivrednu zadrugu s nekoliko tisuća članova, koje su davale kredite svojim članovima i brinule se o plasmanu robe. Nakon Drugog svjetskog rata i Madagaskar je zahvatio val antikolonijalizma, tako da se 1947. i 1948. godine francuska kolonijalna uprava našla na udaru. Novoosnovane političke stranke Demokratskog pokreta za malgašku reformu (MDRM), tj. radikalniji članovi tog pokreta, počeli su napadati zgrade francuske kolonijalne uprave i posjede francuskih kolona.
Iz toga se izrodio pravi rat, u kom je ubijeno 550 Francuza. Nakon toga je nekoliko tisuća francuskih kolonista iselilo u Francusku iz straha za vlastitu sigurnost. Tijekom 1950-ih i ranih 1960-ih u doba malgaške prijelazne vlade, većina francuskih kolona napustila je Madagaskar. Iselili su prije svega u Francusku, nakon povećanog pritiska (koje je kojiput prelazilo u ugnjetavanje) na njih. Tako je na početku 1970-ih na otoku ostalo živjeti oko 105 000 Vazaha (malgaških Francuza). Od tada do danas njihov broj stagnira, tako da ih danas ima oko 124 000, od toga njih oko 18 000 su i rođeni Francuzi. 

## Zemljopisna rasprostranjenost
Vazahe danas žive koncentrirani oko gradova Antananariva, Toamasine, Mahajange i Antsiranane.